# Terry Catledge
Terry DeWayne Catledge (22 de Agosto de 1963, Houston, Mississippi) é um ex-jogador de basquetebol profissional aposentado.

## NCAA
Terry Catledge começou no basquete na Universidade do Sul do Alabama. Após 3 temporadas da NCAA, Terry participou do draft da NBA de 1985 e foi selecionado pelo Philadelphia 76ers no dia 18 de Junho.

## NBA

### Philadephia 76ers (1985-86)
Após ter sido draftado, Terry estreou na primeira partida da temporada 1985-86, em uma partida contra o New York Knicks em 26 de Outubro de 1985. Mesmo como reserva, Terry jogou 22 minutos, marcando 13 pontos e ajudando a equipe a vencer a partida por 99 a 89.
Esteve presente em um total de 64 partidas, marcando 494 pontos na temporada regular. Com o seu desempenho e da sua equipe, avançaram para os playoffs, onde jogou 11 partidas, marcando 114 pontos, mas acabou vendo a sua equipe cair nas Semi-finais da conferência.
Ao término da temporada, esteve envolvido em uma troca com o Washington Bullets.

### Washington Bullets (1986-89)
Terry foi contratado pelo Washington Bullets em 16 de Junho de 1986. Em sua primeira temporada, esteve presente em 78 jogos, sendo titular em 77 destes. Foi sua primeira temporada regular a marcar mais de 1.000 pontos, terminou com 1.025. Permaneceu um total de 3 temporadas pela equipe, estando presente em 227 partidas, marcando 2.593 pontos. Conseguiu avançar duas temporadas para os playoffs, 1987 e 1988, mas a equipe foi eliminada pelo Detroit Pistons na primeira fase, em ambas as oportunidades.
Terry acabou indo para o Draft de expansão, em 1989 e foi selecionado pelo Orlando Magic

### Orlando Magic (1989-93)
Pela equipe do Orlando Magic, Terry alcançou as suas melhores marcas. Já em sua primeira temporada, marcou 1.435 pontos em um total de 74 partidas. Aos poucos, foi perdendo espaço na equipe e permaneceu 4 temporadas. Em nenhuma delas conseguiu avançar para os playoffs. Terminou a sua passagem pelo Orlando Magic com 224 partidas e 3.433 pontos.

## Outras ligas
Terry participou também de outras ligas, como a Ligue Nationale de Basket Pro A (França), a Continental Basketball Association, a Liga Nacional de Básquet (Argentina), entre outros.
Encerrou sua carreira como jogador profissional de basquete em 1997, após a temporada no basquete argentino.

## Estatísticas

### Temporada regular
| Temporada | Time               | GP | GS | MPG  | FG%  | 3P%  | FT%  | RPG | APG | SPG | BPG | PPG  |
| --------- | ------------------ | -- | -- | ---- | ---- | ---- | ---- | --- | --- | --- | --- | ---- |
| 1985-86   | Philadelphia 76ers | 64 | 7  | 17.1 | 46.9 | 0.0  | 64.7 | 4.3 | 0.3 | 0.5 | 0.1 | 7.7  |
| 1986-87   | Washington Bullets | 78 | 77 | 27.6 | 49.5 | 0.0  | 59.4 | 7.2 | 0.7 | 0.6 | 0.2 | 13.1 |
| 1987-88   | Washington Bullets | 70 | 40 | 23.0 | 50.6 | 0.0  | 65.5 | 5.7 | 0.9 | 0.5 | 0.1 | 10.7 |
| 1988-89   | Washington Bullets | 79 | 77 | 26.3 | 49.0 | 20.0 | 60.2 | 7.2 | 0.9 | 0.6 | 0.3 | 10.4 |
| 1989-90   | Orlando Magic      | 74 | 72 | 33.3 | 47.4 | 25.0 | 70.2 | 7.6 | 1.0 | 0.5 | 0.2 | 19.4 |
| 1990-91   | Orlando Magic      | 51 | 38 | 28.6 | 46.2 | 0.0  | 62.4 | 7.0 | 1.1 | 0.7 | 0.2 | 14.6 |
| 1991-92   | Orlando Magic      | 78 | 67 | 31.2 | 49.6 | 0.0  | 69.4 | 7.0 | 1.4 | 0.7 | 0.2 | 14.8 |
| 1992-93   | Orlando Magic      | 21 | 1  | 12.5 | 49.3 | —    | 79.4 | 2.2 | 0.2 | 0.2 | 0.0 | 4.7  |

### Playoffs
| Temporada | Time               | GP | GS | MPG  | FG%  | 3P% | FT%  | RPG | APG | SPG | BPG | PPG  |
| --------- | ------------------ | -- | -- | ---- | ---- | --- | ---- | --- | --- | --- | --- | ---- |
| 1985-86   | Philadelphia 76ers | 11 | 10 | 26.6 | 39.3 | —   | 57.9 | 6.8 | 0.5 | 0.5 | 0.7 | 10.4 |
| 1986-87   | Washington Bullets | 3  | 3  | 32.7 | 56.1 | 0.0 | 52.9 | 8.3 | —   | 1.0 | 0.3 | 18.3 |
| 1987-88   | Washington Bullets | 5  | 0  | 9.0  | 36.4 | —   | 75.0 | 1.2 | 0.4 | 0.0 | 0.0 | 2.2  |